# ديريك كيرن
ديريك كيرن (بالإنجليزية: Derek Kern)‏ هو لاعب هوكي الجليد أمريكي، ولد في 1 أكتوبر 1978 في سميثتاون في الولايات المتحدة.

## وصلات خارجية
- ديريك كيرن على موقع EliteProspects.com (الإنجليزية)
- ديريك كيرن على موقع HockeyDB.com (الإنجليزية)